# جيمس ميلر (لاعب كرة قدم)
جيمس ميلر (بالإنجليزية: Jim Miller)‏ (و. 1971  م) هو لاعب كرة قدم أمريكية، من الولايات المتحدة، ولد في غروس بوينت، يلعب كظهير ربعي.

## التعليم
تعلم في Waterford Kettering High School ‏، وجامعة ولاية ميشيغان.